# Replotfjärden

Replotfjärden (finska Raippaluodonselkä), är en fjärd nordost om Replot och norr om Replotbron i Korsholms kommun i landskapet Österbotten.